# Zone abyssale (hydrologie)

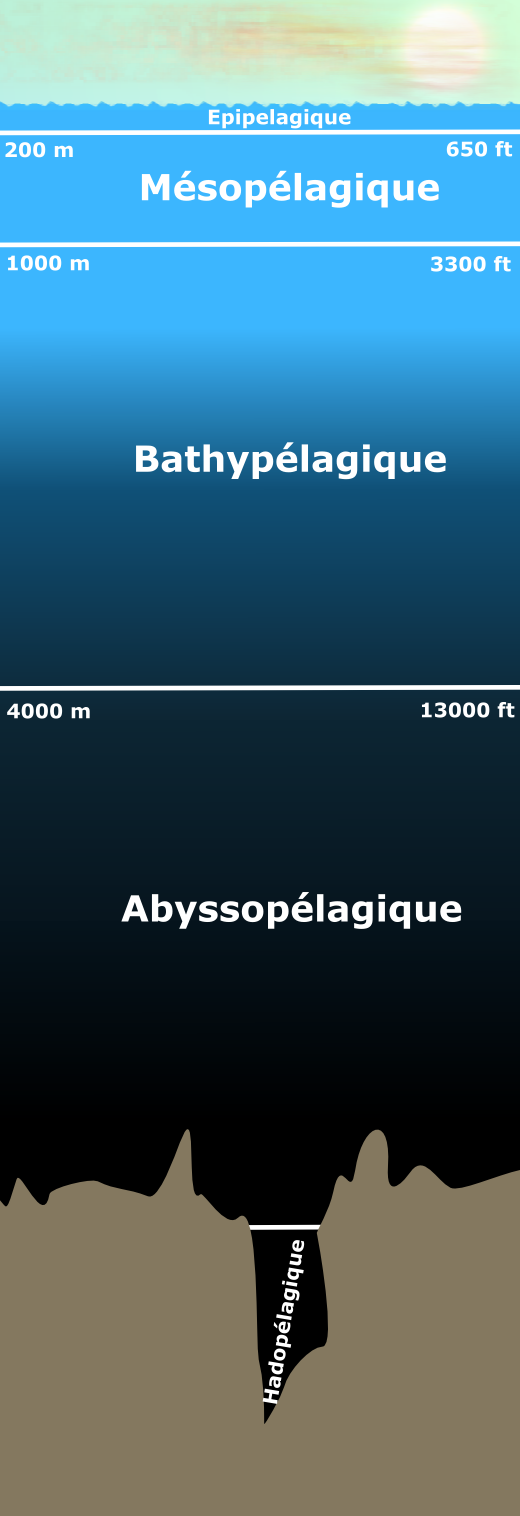
Diagramme des couches de la zone pélagique.

La zone abyssale ou abyssopélagique est une strate de la zone pélagique d'un océan. Abysse provient du grec ancien ἄβυσσος(abyssos)« sans fond. » Allant de 4000 mètres jusqu'à la croûte océanique, cette zone est continuellement plongée dans le noir complet et est caractérisée par sa température très basse, entre 2 et 3 degrés Celsius. C'est la partie la plus profonde de l'océan, quand elle ne comprend pas les failles, qui se situent sur la zone hadopélagique,,.